# Nurri
Nurri település Olaszországban, Szardínia régióban, Cagliari megyében. Lakosainak száma 2025 fő (2023. január 1.). Nurri Esterzili, Mandas, Sadali, Serri, Villanova Tulo, Isili, Orroli és Siurgus Donigala községekkel határos.

## Népesség
A település lakossága az elmúlt években az alábbi módon változott:
| Lakosok száma | 2165 | 2154 | 2025 |
|               | 2017 | 2018 | 2023 |